# 普罗塞迪
普罗塞迪（義大利語：Prossedi），是意大利拉蒂纳省的一个市镇。总面积36.08平方公里，人口1256人，人口密度34.8人/平方公里（2009年）。ISTAT代码为059020。